# 임경진 (배드민턴 선수)
임경진(1978년 4월 23일~)은 대한민국의 배드민턴 선수로, 1998년 아시안 게임에서 은메달을 획득했다.